# Gran Premio de Portugal de Motociclismo de 2003
El Gran Premio de Portugal de Motociclismo de 2003 (oficialmente Grande Prémio Marlboro de Portugal) fue la undécima prueba del Campeonato del Mundo de Motociclismo de 2003. Tuvo lugar en el fin de semana del 5 al 7 de septiembre de 2003 en el Autódromo do Estoril, situado en Estoril, Portugal.
La carrera de MotoGP fue ganada por Valentino Rossi, seguido de Max Biaggi y Loris Capirossi. Toni Elías ganó la prueba de 250 cc, por delante de Manuel Poggiali y Randy de Puniet. La carrera de 125 cc fue ganada por Pablo Nieto, Héctor Barberá fue segundo y Alex de Angelis tercero.

## Resultados

### Resultados MotoGP
| Pos     | N.º | Piloto             | Constructor | Vueltas | Tiempo/Retirado | Parrilla | Puntos |
| ------- | --- | ------------------ | ----------- | ------- | --------------- | -------- | ------ |
| 1       | 46  | Valentino Rossi    | Honda       | 28      | 46:48.005       | 3        | 25     |
| 2       | 3   | Max Biaggi         | Honda       | 28      | +2.094          | 2        | 20     |
| 3       | 65  | Loris Capirossi    | Ducati      | 28      | +5.254          | 1        | 16     |
| 4       | 15  | Sete Gibernau      | Honda       | 28      | +5.269          | 4        | 13     |
| 5       | 11  | Tohru Ukawa        | Honda       | 28      | +10.581         | 10       | 11     |
| 6       | 12  | Troy Bayliss       | Ducati      | 28      | +14.246         | 8        | 10     |
| 7       | 33  | Marco Melandri     | Yamaha      | 28      | +16.143         | 11       | 9      |
| 8       | 7   | Carlos Checa       | Yamaha      | 28      | +18.083         | 7        | 8      |
| 9       | 69  | Nicky Hayden       | Honda       | 28      | +18.284         | 15       | 7      |
| 10      | 6   | Makoto Tamada      | Honda       | 28      | +21.815         | 9        | 6      |
| 11      | 4   | Alex Barros        | Yamaha      | 28      | +24.059         | 12       | 5      |
| 12      | 56  | Shinya Nakano      | Yamaha      | 28      | +27.082         | 6        | 4      |
| 13      | 19  | Olivier Jacque     | Yamaha      | 28      | +27.651         | 5        | 3      |
| 14      | 45  | Colin Edwards      | Aprilia     | 28      | +31.505         | 13       | 2      |
| 15      | 41  | Noriyuki Haga      | Aprilia     | 28      | +57.118         | 17       | 1      |
| 16      | 23  | Ryuichi Kiyonari   | Honda       | 28      | +1:01.412       | 19       |        |
| 17      | 10  | Kenny Roberts, Jr. | Suzuki      | 28      | +1:01.544       | 14       |        |
| 18      | 21  | John Hopkins       | Suzuki      | 28      | +1:06.601       | 16       |        |
| 19      | 99  | Jeremy McWilliams  | Proton KR   | 28      | +1:10.958       | 18       |        |
| 20      | 9   | Nobuatsu Aoki      | Proton KR   | 28      | +1:11.523       | 23       |        |
| 21      | 88  | Andrew Pitt        | Kawasaki    | 28      | +1:18.550       | 20       |        |
| 22      | 52  | José David de Gea  | Harris WCM  | 27      | +1 vuelta       | 21       |        |
| Ret     | 8   | Garry McCoy        | Kawasaki    | 26      | Retirado        | 22       |        |
| DNS     | 35  | Chris Burns        | Harris WCM  |         | No participó    | 24       |        |
| Fuente: |     |                    |             |         |                 |          |        |

### Resultados 250cc
| Pos     | N.º | Piloto           | Constructor | Vueltas | Tiempo/Retirado | Parrilla | Puntos |
| ------- | --- | ---------------- | ----------- | ------- | --------------- | -------- | ------ |
| 1       | 24  | Toni Elías       | Aprilia     | 26      | 44:37.770       | 28       | 25     |
| 2       | 54  | Manuel Poggiali  | Aprilia     | 26      | +4.731          | 3        | 20     |
| 3       | 7   | Randy de Puniet  | Aprilia     | 26      | +5.987          | 1        | 16     |
| 4       | 3   | Roberto Rolfo    | Honda       | 26      | +6.470          | 6        | 13     |
| 5       | 5   | Sebastián Porto  | Honda       | 26      | +25.023         | 4        | 11     |
| 6       | 21  | Franco Battaini  | Aprilia     | 26      | +25.273         | 5        | 10     |
| 7       | 50  | Sylvain Guintoli | Aprilia     | 26      | +27.791         | 2        | 9      |
| 8       | 8   | Naoki Matsudo    | Yamaha      | 26      | +27.913         | 7        | 8      |
| 9       | 10  | Fonsi Nieto      | Aprilia     | 26      | +43.047         | 12       | 7      |
| 10      | 14  | Anthony West     | Aprilia     | 26      | +43.112         | 9        | 6      |
| 11      | 6   | Alex Debón       | Honda       | 26      | +44.796         | 8        | 5      |
| 12      | 34  | Eric Bataille    | Honda       | 26      | +1:10.765       | 10       | 4      |
| 13      | 33  | Héctor Faubel    | Aprilia     | 26      | +1:11.702       | 18       | 3      |
| 14      | 26  | Alex Baldolini   | Aprilia     | 26      | +1:11.714       | 19       | 2      |
| 15      | 15  | Christian Gemmel | Honda       | 26      | +1:13.983       | 14       | 1      |
| 16      | 36  | Erwan Nigon      | Aprilia     | 26      | +1:19.238       | 17       |        |
| 17      | 28  | Dirk Heidolf     | Aprilia     | 26      | +1:36.515       | 16       |        |
| 18      | 66  | Vesa Kallio      | Yamaha      | 25      | +1 vuelta       | 22       |        |
| 19      | 40  | Álvaro Molina    | Aprilia     | 25      | +1 vuelta       | 23       |        |
| 20      | 57  | Chaz Davies      | Aprilia     | 25      | +1 vuelta       | 13       |        |
| 21      | 51  | Frederik Watz    | Yamaha      | 25      | +1 vuelta       | 21       |        |
| 22      | 41  | Miguel Praia     | Yamaha      | 25      | +1 vuelta       | 25       |        |
| 23      | 18  | Henk vd Lagemaat | Honda       | 25      | +1 vuelta       | 26       |        |
| Ret     | 9   | Hugo Marchand    | Aprilia     | 10      | Retirado        | 11       |        |
| Ret     | 11  | Joan Olivé       | Aprilia     | 5       | Caída           | 15       |        |
| Ret     | 96  | Jakub Smrž       | Honda       | 5       | Caída           | 24       |        |
| Ret     | 52  | Lukáš Pešek      | Yamaha      | 2       | Caída           | 20       |        |
| Ret     | 98  | Katja Poensgen   | Honda       | 0       | Caída           | 27       |        |
| DNS     | 16  | Johan Stigefelt  | Aprilia     |         | No participó    | 29       |        |
| Fuente: |     |                  |             |         |                 |          |        |

### Resultados 125cc
| Pos     | N.º | Piloto            | Constructor | Vueltas | Tiempo/Retirado | Parrilla | Puntos |
| ------- | --- | ----------------- | ----------- | ------- | --------------- | -------- | ------ |
| 1       | 22  | Pablo Nieto       | Aprilia     | 23      | 41:08.307       | 5        | 25     |
| 2       | 80  | Héctor Barberá    | Aprilia     | 23      | +0.022          | 22       | 20     |
| 3       | 15  | Alex de Angelis   | Aprilia     | 23      | +0.308          | 1        | 16     |
| 4       | 3   | Dani Pedrosa      | Honda       | 23      | +0.560          | 2        | 13     |
| 5       | 1   | Arnaud Vincent    | Aprilia     | 23      | +3.326          | 13       | 11     |
| 6       | 48  | Jorge Lorenzo     | Derbi       | 23      | +8.143          | 3        | 10     |
| 7       | 79  | Gábor Talmácsi    | Aprilia     | 23      | +8.287          | 10       | 9      |
| 8       | 34  | Andrea Dovizioso  | Honda       | 23      | +13.353         | 8        | 8      |
| 9       | 24  | Simone Corsi      | Honda       | 23      | +13.574         | 18       | 7      |
| 10      | 6   | Mirko Giansanti   | Aprilia     | 23      | +13.869         | 16       | 6      |
| 11      | 10  | Roberto Locatelli | KTM         | 23      | +24.879         | 23       | 5      |
| 12      | 32  | Fabrizio Lai      | Malaguti    | 23      | +39.570         | 25       | 4      |
| 13      | 8   | Masao Azuma       | Honda       | 23      | +46.623         | 15       | 3      |
| 14      | 33  | Stefano Bianco    | Gilera      | 23      | +46.983         | 17       | 2      |
| 15      | 19  | Álvaro Bautista   | Aprilia     | 23      | +47.176         | 21       | 1      |
| 16      | 60  | Mattia Angeloni   | Honda       | 23      | +47.278         | 24       |        |
| 17      | 93  | Manuel Manna      | Aprilia     | 23      | +47.614         | 28       |        |
| 18      | 70  | Sergio Gadea      | Aprilia     | 23      | +1:22.395       | 30       |        |
| 19      | 26  | Emilio Alzamora   | Derbi       | 23      | +1:25.014       | 34       |        |
| 20      | 81  | Ismael Ortega     | Aprilia     | 23      | +1:25.533       | 36       |        |
| 21      | 11  | Max Sabbatani     | Aprilia     | 23      | +1:26.476       | 35       |        |
| Ret     | 7   | Stefano Perugini  | Aprilia     | 13      | Caída           | 4        |        |
| Ret     | 50  | Andrea Ballerini  | Honda       | 13      | Retirado        | 27       |        |
| Ret     | 17  | Steve Jenkner     | Aprilia     | 10      | Retirado        | 9        |        |
| Ret     | 78  | Peter Lenart      | Honda       | 7       | Retirado        | 32       |        |
| Ret     | 12  | Thomas Lüthi      | Honda       | 6       | Caída           | 14       |        |
| Ret     | 88  | Robbin Harms      | Aprilia     | 5       | Retirado        | 29       |        |
| Ret     | 42  | Gioele Pellino    | Aprilia     | 4       | Caída           | 26       |        |
| Ret     | 31  | Julián Simón      | Malaguti    | 4       | Retirado        | 20       |        |
| Ret     | 25  | Imre Tóth         | Honda       | 1       | Retirado        | 33       |        |
| Ret     | 23  | Gino Borsoi       | Aprilia     | 0       | Caída           | 7        |        |
| Ret     | 4   | Lucio Cecchinello | Aprilia     | 0       | Caída           | 11       |        |
| Ret     | 69  | David Bonache     | Honda       | 0       | Caída           | 31       |        |
| DNS     | 41  | Youichi Ui        | Gilera      |         | No participó    | 12       |        |
| DNS     | 58  | Marco Simoncelli  | Aprilia     |         | No participó    | 6        |        |
| DSQ     | 36  | Mika Kallio       | KTM         |         | Descalificado   | 19       |        |
| DNS     | 27  | Casey Stoner      | Aprilia     |         | No participó    |          |        |
| Fuente: |     |                   |             |         |                 |          |        |